# بيفرلي وهولدرنيس (دائرة انتخابية في المملكة المتحدة)
بيفرلي وهولدرنيس  (بالإنجليزية: Beverley and Holderness)‏ هي إحدى الدوائر الانتخابية في المملكة المتحدة الممثلة في مجلس العموم في برلمان المملكة المتحدة.
عضو البرلمان الذي يمثلها حالياً هو :Mr Graham Stuart (Con).